# Непрезентативна теорія
Непрезентативна теорія — напрямок у  соціально-економічної географії, представлений у роботах Найджела Тріфтьї (Nigel Thrift), Дьюсбарі (JD Dewsbury) і ін. У непрезентативній теорії використовується соціальне вчення для подолання простої презентативності географічних досліджень. Дьюсбарі описує практику «очевидця» дає можливість отримання «знання без споглядання». Непрезентативна теорія акцентує увагу на самих практиках, а не на результатах цих практик, на тому як людські та фізичні формації поводяться, а не тільки того, яких результатів вони досягають при цьому. Методологічною і концептуальною основою непрезентативної теорії є дослідження  Мішеля Фуко Моріса Мерло-Понті,  феноменологів і зокрема  Мартіна Гайдеггера.